# قلة العدلات الدورية
قلة العدلات الدورية (بالأنجليزية: cyclic neutropenia) هو أحد أنواع قلة العدلات ،نقص خلايا الدم البيضاء، ويميل للحدوث كل 3أسابيع ويستمر من 3 إلى 6 أيام بسبب تغير معدل إنتاج الخلايا بواسطة نخاع العظام.
يحدث نقص العدلات الدوري نتيجة طفرات جينية صبغية جسدية سائدة الوراثة في الجين الذي يشفر لأنزيم إيلاستاز، ويقدر حدوثه في حوالي 1 لكل مليون شخص حول العالم. يتضمن العلاج عامل تحفيز مستعمرات الخلايا المحببة وغالباً ما تتحسن عند البلوغ.

## العلامات والأعراض
قلة العدلات الدورية هو اضطراب يتسبب في حدوث التهابات عدوى متكررة ومشاكل صحية أخرى في المرضى المصابين به. الأشخاص المصابون يحدث لديهم نوبات متكررة من نقص العدلات. العدلات هي أحد أنواع كريات الدم البيضاء التي تلعب دوراً في الالتهابات ومكافحة العدوى. نحدث النوبات عند الولادة أو بعد ذلك بوقت قصير. تتكرر النوبات كل 21 يوم وتستمر لمدة 3 إلى 5 أيام في معظم الأشخاص المصابين. المرضى بقلة العدلات الدورية تحدث لديهم عدوى متكررة في الجيوب الأنفية، الجهاز التنفسي والجلد.